# Borisz Davidovics Razinszkij
Borisz Davidovics Razinszkij (oroszul: Борис Давидович Разинский; Ljuberci, 1933. július 12. – Moszkva, 2012. augusztus 6.) olimpiai bajnok szovjet válogatott orosz labdarúgókapus.

## Pályafutása

### Klubcsapatokban
Édesapja a repülési ezrednél szolgált a szovjet hadseregben, így gyermekkorát különféle katonai városokban töltötte apja szolgálataival összhangban, és fiatalon ezeknek a városoknak a csapataiban játszott. 1952-ben fejezte be a középiskolát és a Moszkvai Testnevelési Intézetben folytatta tanulmányait. Ugyanebben az évben csatlakozott a CSZKA Moszkvához, az ország akkori legerősebb csapatához. A következő években megfordult az MVO és a Szpartak Moszkvában is, majd 1954-ben visszatért a CSZKA-hoz, ahol nyolc évet töltött el. Pályafutása során több csapatban is megfordult, legtöbbször kapusként szerepelt, de előfordult, hogy csatárt játszott, például a Csornomorec Odeszában és a Metallurg Ljuberciben. Legnagyobb klubsikerei a Szpartakkal 1953-ban nyert bajnoki cím, illetve a CSZKA-val 1955-ben elért kupagyőzelem voltak. Pályafutását 1973-ban fejezte be a dalnyegorszki Granit csapatában.

### A válogatottban
A szovjet válogatottban 1955. október 23-án mutatkozott be egy Franciaország elleni felkészülési mérkőzésen. Tagja volt az 1956-os olimpián aranyérmet szerző válogatottnak.

### Edzőként
Edzőként több szovjet, később orosz csapatott is irányított. Dolgozott a Oroszországi Szovjet Szövetségi Szocialista Köztársaság Sportbizottságának labdarúgó szakosztályán (1977) és a Szovjetunió Sportbizottságának labdarúgó szakosztályán (1978, 1979). 1964 és 1965 között a Déli Hadseregcsoport csapatának edzője volt, még aktív labdarúgóként.

## Játékstílusa
Kiváló akrobatikai és technikai képességekkel rendelkezett, rossz látása miatt azonban késve, vagy rosszul reagált a távoli lövésekre. Cselezőkészsége, főleg posztjához képest, átlagon felüli volt.

## Magánélete
Ljuberci városában született zsidó családban. Jelenlétével megtisztelte a 2009-es Maccabi Játékokat, ahol az U18-as orosz labdarúgócsapatban az unokája is versenyzett. A labdarúgó-torna elődöntőjében Oroszország 2-1-es vereséget mért az argentinokra, azonban a találkozót követő botrányos tömegjelenetek miatt az aranyérmet végül Izraelnek ítélték, továbbá minden egyes résztvevőt eltiltottak a négy év múlva rendezett „zsidó olimpiától”. Moszkvában hunyt el 2012. augusztus 6-án, 79 éves korában.

## Sikerei, díjai
Szpartak Moszkva
- Szovjet bajnok: 1953

CSZKA Moszkva
- Szovjet Kupa-győztes: 1955